# Agent ignifuge bromé
Pour les articles homonymes, voir BFR.
Des agents ignifuges bromés (brominated flame retardant ou BFR, en français : retardateur de flamme bromé ou RFB) sont des molécules synthétiques issues de la pétrochimie.

Ils sont utilisés depuis les années 1950, et surtout depuis 1978 comme produits ignifugeants en replacement des polychlorobiphényles (PCB) interdits en raison de leur toxicité et écotoxicité, et de leur forte rémanence dans l'environnement.
Le brome est souvent considéré comme l'un des additifs les plus efficaces pour l'ignifugation, en particulier en synergie avec des oxydes métalliques.
Certains de ces produits sont néanmoins considérés comme « polluants organiques persistants » (interdits de fabrication ou d'utilisation pour certains usages pour divers d'entre eux), et certains sont des perturbateurs endocriniens avérés,. Les TBBPA, TCBPA, TMBPA et DMBPA sont très fortement suspectés d'être perturbateurs hormonaux pouvant notamment affecter la reproduction et croissance normale des amphibiens.

## Production et consommation

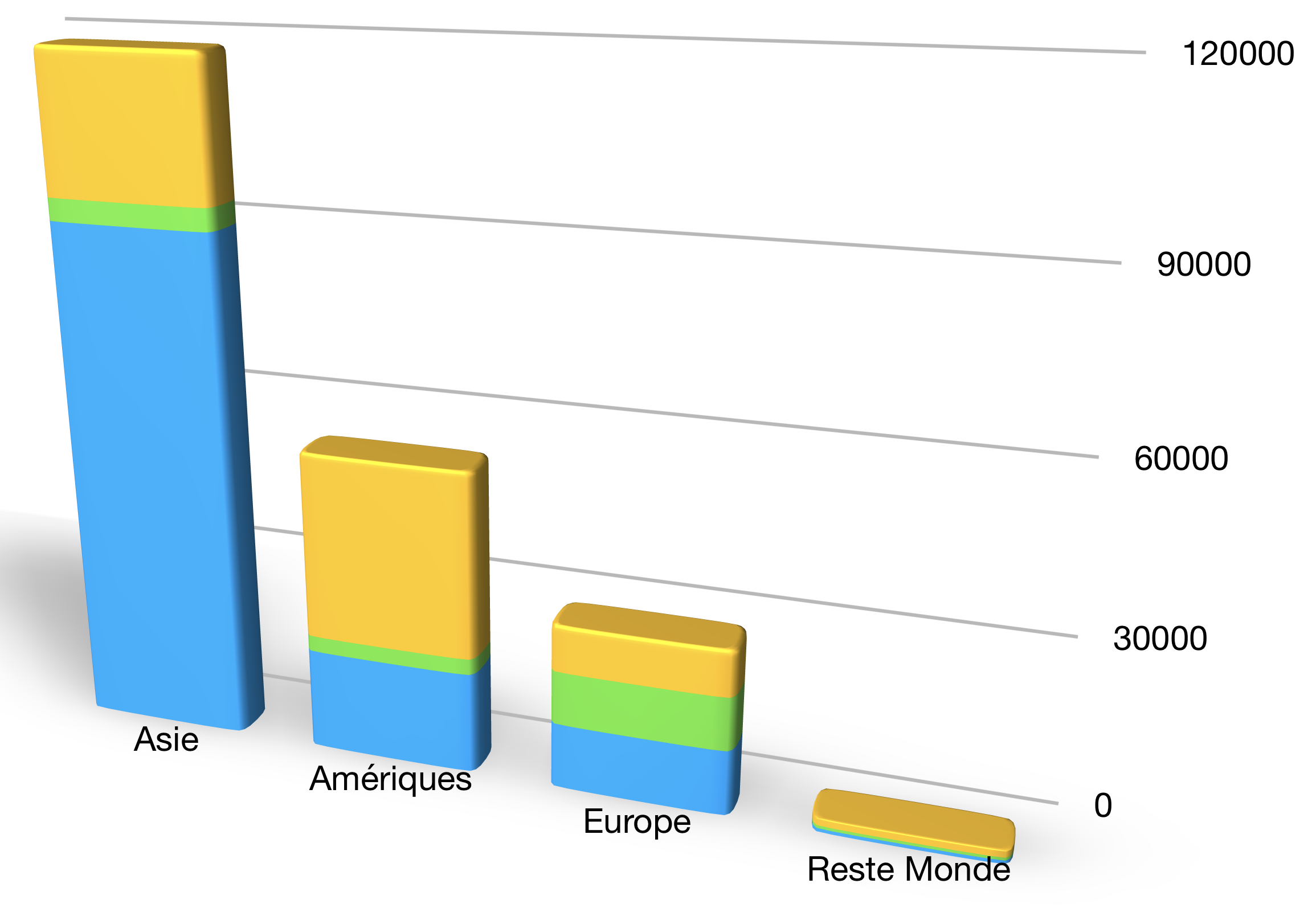
Estimation de la consommation des principaux agents ignifugeants bromés, par grande région du monde (en tonnes) au début du XXIe siècle (d'après Riu (2006), citant Birnbaum et Staskal, 2004). Les produits asiatiques sont ensuite en grande partie exportés dans le monde.

À la fin du XXe siècle, on produisait environ 2,5 millions de tonnes de polymères (plastiques et produits assimilés) par an, générant une consommation importante d'agents ignifugeants.
En 1999, plus de 40 000 tonnes de polybromodiphényléthers (PBDE) ont été produites, dont 34 000 tonnes environ aux États-Unis (en 1999, ce qui fait de ce pays le premier producteur de cet additif dans le monde bien qu'une proportion importante des produits ignifugés fabriqués en Amérique du Nord soit destinée au marché mondial.
En 2000, environ 310 000 tonnes d'ignifugeants bromés ont été produites dans le monde,. Plus de la moitié était du TBBPA, et 30 % étaient des produits de la famille des PBDE, 5 à 10 % de l’HBCD, et 10 à 15 % appartenaient aux trois autres familles d'ignifugeants bromés. 
C'est l'industrie asiatique qui en est le plus gros consommateur avec 56 % de la demande mondiale, devant l'Amérique du Nord et l’Europe (29 % et 15 % respectivement), mais les produits en contenant sont diffusés dans le monde entier.
En 2001, sa consommation[Laquelle ?] dans le monde a été estimée à 119 600 tonnes, dont 11 600 tonnes par l'industrie européenne.

## Usages
En plus de réduire l'inflammabilité d'un élément, l'usage de retardateurs de flamme bromés vise aussi à freiner la propagation de l'incendie, et à fournir un temps supplémentaire à l'évacuation et aux secours chargés de lutter contre l'incendie, avant l'embrasement général.
Les agents ignifuges bromés sont des additifs chimiques principalement utilisés dans une grande partie des produits suivants :
- divers appareils électriques, électroménager domestique ou industriel, et électroniques. L'industrie électronique est devenue le premier consommateur de retardateurs de flamme bromés. Dans les ordinateurs, télévisions, et autres produits de ce type, on en trouve dans les circuits imprimés, les composants tels que connecteurs, câbles et matières plastiques, etc. ;
- matériaux synthétiques (plastiques, résines, divers polymères) ;
- certains matériaux de construction ;
- mousses et matériaux de rembourrage ;
- isolants ;
- peintures ;
- mobilier ;
- vêtements ;
- tapis ;
- tissus d'ameublement ;
- produits de traitement des bois ;

…

## Alternatives moins toxiques
- Les sels de bore sont considérés comme une alternative peu nuisible à l'égard de l'environnement.
- Au-delà du brome et du bore, un nombre limité d'éléments permettent d'interagir avec le feu, en particulier le chlore, le phosphore, l'azote, et dans certaines conditions les oxydes métalliques (antimoine (toxique), zinc, aluminium, magnésium).

## Classification
Il existe plus de 75 agents ignifuges bromés connus, regroupés en six familles (si l'on exclut une septième famille, celle des retardateurs de flamme bromés dits PBB ou polybromobiphényles très utilisés dans les années 1970 puis retirés du marché mondial en 2000 après que de nombreuses preuves de leur toxicité aient été réunies). Ce sont tous des composés aliphatiques, aromatiques et cyclo-aliphatiques. Ces six familles forment deux sous-groupes :
- les retardateurs de flamme « réactifs », intégrés dans le polymère de manière covalente, largement commercialisés depuis les années 1950 ;
- des retardateurs dits « inertes » qui dégradent moins les propriétés des polymères qu'ils rendent moins inflammables (polyéthylène, polypropylène, nylon). Ces produits sont plus récents (mis sur le marché à partir de 1965) avec par exemple les PBDE et l’HBCD introduit par mélange dans le polymère au moment de sa fabrication, mais ensuite plus facilement relargués par les matériaux[8].

Les groupes les plus importants sont :
- les polybromodiphényléthers (PBDE), contenant par exemple le décabromodiphényléther (décaBDE, déca-BDE, DBDE, déca), longtemps réputés pas ou peu toxiques pour l'environnement, dans la phrase de risque obligatoire en Europe, mais interdits depuis peu dans le domaine de l'électronique en Europe (Règlement Reach[10]). On trouve aussi dans ce groupe les octaBDE (interdits aujourd'hui et a priori n'étant plus fabriqués mais encore présents dans des produits anciens), le pentaBDE (qui n'est plus fabriqué mais qui fut l'un des plus utilisés au monde, et le premier commercialisé dans les années 1950) ;
- les polybromobiphényles (PBB), cancérigènes, mutagènes, reprotoxiques et bioaccumulables, et pour cela aujourd'hui interdits, mais encore présents dans l'environnement ;
- les dérivés bromés des polychlorobiphényles, qui posent a priori problème pour l'environnement et la santé.

Parmi les produits bromés courants, on trouve :
- les hexabromocyclododécanes (HBCD ou HBCDD) ;
- les oligomères de carbonate bromés (BCO) ;
- les polystyrènes bromés (BPS) ;
- ainsi que de nombreuses autres substances, aliphatiques, oligomères et polymères ;
- les oligomères d'époxyde bromés (BEO) ; le tétrabromobisphénol A (TBBPA ou TBBP-A), aujourd'hui parfois considéré comme toxique (en tant que perturbateur endocrinien) pour l'environnement aquatique et il est un perturbateur endocrinien avéré du système thyroïdien des mammifères[1],[2], plus que le bisphénol A dont il dérive[2] (en laboratoire, sur culture cellulaire, il se montre agoniste des hormones thyroïdiennes, il augmente la production d'hormones de croissance et interfère avec la production d'œstrogènes, comme le fait d'ailleurs aussi un autre produit bromé proche, le TCBPA[2]). Les hormones thyroïdiennes intervenant dans le contrôle de la métamorphose des amphibiens, le TBBPA a été testé à très faible dose sur les têtards de Rana rugosa ; ces derniers présentent une queue anormalement courte[1]. Les TBBPA, TCBPA, TMBPA et DMBPA semblent pouvoir tous agir comme des perturbateurs des hormones thyroïdiennes[1],[11].

Il est surtout utilisé dans les circuits imprimés ou comme réactif. Les fabricants estiment que tant que le TBBP-A est chimiquement lié à la résine époxyde du circuit imprimé, il n'est a priori pas contaminant. C'est en fin de vie de la carte que le problème peut se poser, lors d'un éventuel recyclage ou quand ces dernières sont jetées en décharge, ou érodées dans la nature. Certaines populations pourraient ainsi être discrètement plus exposées, dont par exemple les pompiers et les personnels effectuant le tri des déchets électroniques. Une étude suédoise a mesuré les taux de PBDE dans l'organisme de différentes catégories de travailleurs, montrant que les recycleurs de déchets d'équipements électriques et électroniques étaient particulièrement touchés.
Le TBBP-A est également utilisé comme additif dans les plastiques ABS.

## Teneurs au sein des matières plastiques
Teneurs en retardateurs de flamme bromés dans différents polymères, au début des années 2000
| Polymère                | Taux [%] | Substances ignifugeantes           |
| ----------------------- | -------- | ---------------------------------- |
| Mousse de polystyrène   | 0,8–4    | HBCD                               |
| Polystyrène choc        | 11–15    | DécaBDE, polystyrène bromé         |
| Résine époxyde          | 0-0,1    | TBBPA                              |
| Polyamides              | 13–16    | DécaBDE, polystyrène bromé         |
| Polyoléfines            | 5–8      | DécaBDE, propylène dibromo styrène |
| Polyuréthanes           | ?        | ?                                  |
| Polytéréphtalate        | 8–11     | Polystyrène bromé                  |
| Polyesters insaturés    | 13–28    | TBBPA                              |
| Polycarbonate           | 4–6      | Polystyrène bromé                  |
| Copolymères styréniques | 12–15    | Polystyrène bromé                  |

## Devenir dans l'organisme
Au début du XXe siècle les deux agents ignifugeants bromés sont le tétrabromobisphénol A et le décabromodiphényléther. Ces deux « xénobiotiques » sont largement retrouvés dans les organismes animaux et humains (tous deux suspectés de perturber des fonctions endocrines). On connait encore mal les biotransformations qu'ils subissent dans les organismes, et leurs effets immédiats et différés, éventuellement synergiques, dans les organismes animaux, végétaux ou fongiques. Des études récentes ont porté sur la métabolisation de ces deux molécules in vitro (chez le rat et l'homme) et in vivo chez des rates gestantes, en s'appuyant sur des méthodes analytiques adaptées pour à la fois mesurer les quantités et devenirs de ces produits (biotransformation, élimination/stockage) et évaluer l'exposition fœtale (chez le rat).

## Impacts écologiques, écotoxicologiques et sanitaires
Ils sont discutés et étudiés depuis les années 1970 environ. La question est notamment rendue complexe par le fait que pour une même formule chimique, il existe souvent plusieurs isomères, qui sont différentiellement bioaccumulés par les organismes (marins notamment). De plus, contrairement à ce qu'on pensait initialement, certains de ces produits ne sont pas tous spécialement bioaccumulés dans les graisses et différents organismes (à sang chaud, à sang froid…) ne les absorbent pas de la même manière, ou ne les stockent pas dans les mêmes organes.
On reproche notamment à ces agents bromés d'avoir pollué l'environnement, d'y être très rémanents et de s'y bioconcentrer dans le réseau trophique, de perturber l'incinération ou le recyclage de certains produits en fin de vie. 
Une préoccupation croissante est liée au fait qu'ils sont bioaccumulable (ils s'accumulent notamment dans les graisses), tout au long de la chaine alimentaire). Ils sont aussi suspectés d'interférer avec les processus endocriniens (perturbateurs endocriniens démontré pour certains de ces produits).
Un suivi sur dix ans des taux de déca-BDE dans l'environnement est en cours, dont les résultats préliminaires ne révèlent, selon les industriels, aucune augmentation globale dans l'environnement ces dernières années. Une étude de biosurveillance sur dix ans est également en cours chez l'homme concernant les déca-BDE dans le sang et le lait maternel. Selon les industriels, il était encore trop tôt pour tirer des conclusions définitives sur les tendances temporelles,.

## Industrie des ignifugeants bromés
Les producteurs sont concentrés en Amérique du Nord, mais les réseaux commerciaux et usagers sont présents dans tous les pays.
En réponse aux critiques et risques d'interdictions, et au règlement européen REACH, les lobbies industriels producteurs se sont regroupés dans un panel dit « VECAP » (Voluntary initiative of the European Brominated Flame Retardant Industry Panel), un projet EBFRIP (Together with the industry’s global organisation) et un Forum BSEF (Bromine Science and Environmental Forum), basé à Bruxelles, non loin de la Commission européenne. 

En Belgique, France, Allemagne, Italie et Royaume-Uni, pour les produits déca-BDE, plus de 95 % des utilisateurs de l'industrie du textile et plus de 80 % de ceux de l'industrie plastique ont adhéré à l'initiative VECAP. Et au Canada et aux États-Unis, 79 % des utilisateurs de déca-BDE se sont engagés dans l'initiative VECAP, en diffusant au sein de ce réseau depuis 2008 les meilleures pratiques.
Selon ces producteurs, il y a eu plus de 1 000 études sur les ignifugeants bromés déca-BDE dans le plastiques, qui auraient montré leur innocuité pour l'environnement et la santé. De plus, selon eux, ces produits ne freinent pas le recyclage des plastiques, et les fabricants auraient depuis 2008 fortement diminué leurs émissions potentielles dans l'eau, l'air et les sols ; 
Par exemple, selon les industriels, de 2008 à 2009, les émissions dans l'air potentielles auraient été réduites de 10 kg à 32 kg. Les émissions dans l'eau potentielles de 15 kg à 66 kg et dans le sol, les émissions auraient été en 2009 de 1 122 kg, contre 3 309 kg (0,02 % du tonnage de produit consommé en Europe) en 2008. 

Ces chiffres ne tiennent cependant pas compte des émissions indirectes (produits perdus dans l'aval des filières, ou lors de la vie des produits, les incendies, les décharges, le lavage des tissus, etc.

## Législation
Deux groupes d'ignifugeants bromés font l'objet de restrictions règlementaires dans plusieurs régions du monde (essentiellement quatre substances commerciales) et ne sont plus produits à ce jour :
- les polybromobiphényles (PBB), avec deux substances commerciales : HexaBB et DécaBB ;
- les polybromodiphényléthers (PBDE), avec deux substances commerciales : PentaBDE et OctaBDE.

Le brome est devenu un contaminant problématique des plastiques à recycler et des déchets jugés non recyclables de plastiques (qui en partie seront incinérés en tant que combustible solide de récupération). Les déchets de l’électronique en contiennent une grande quantité, or le volume de ces seuls déchets a été estimé en 2018 à 52,2 Mt pour la planète, alors qu'il n'existe pas encore de filière de recyclage dédiée aux produits bromés.